# Melanchroia aterea
Melanchroia aterea là một loài bướm đêm trong họ Geometridae.

## Hình ảnh

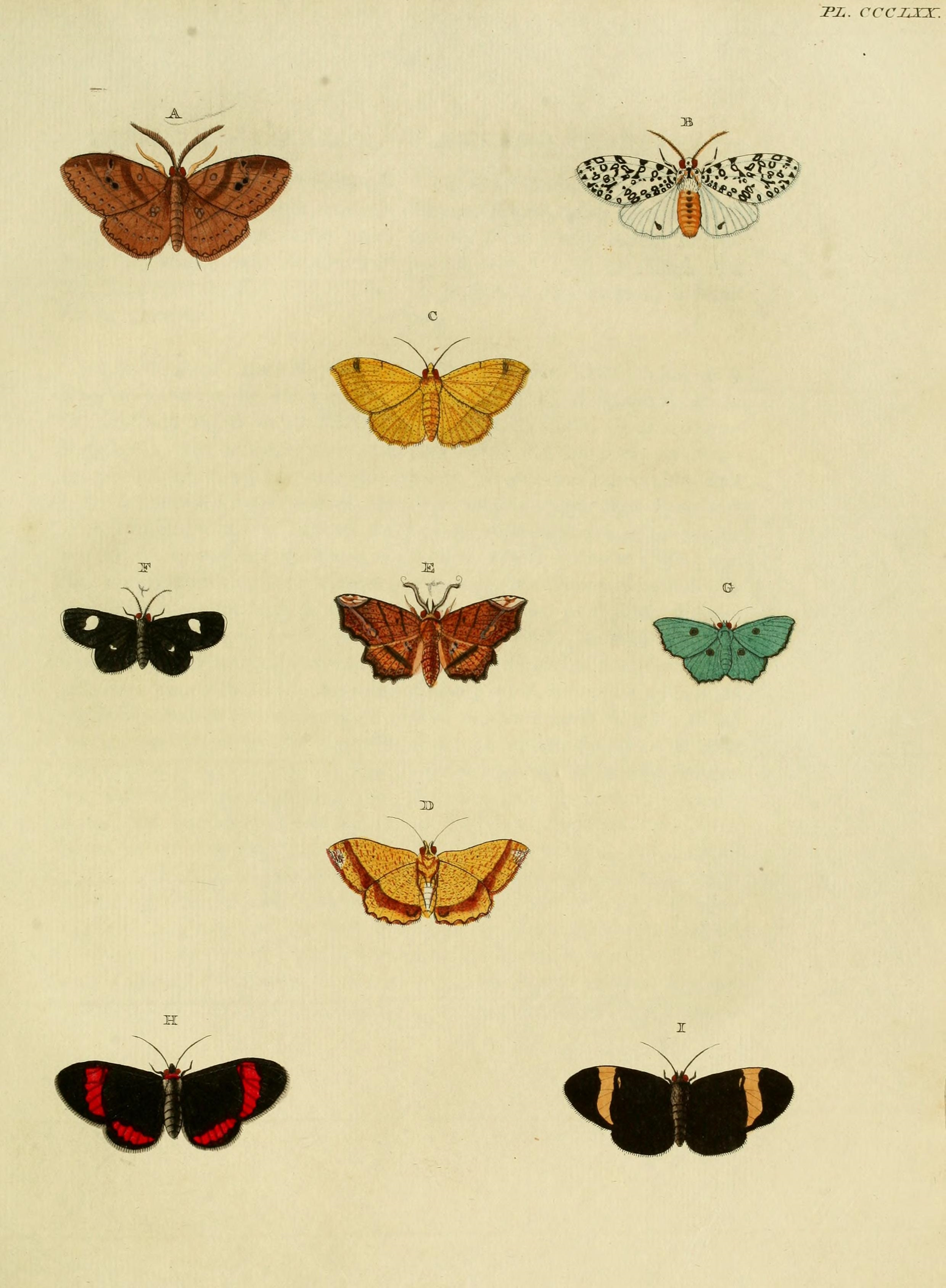